# Kulice (Nowogard)
Kulice (deutsch Külz) ist ein Dorf in der Stadt-und-Land-Gemeinde Nowogard im Powiat Goleniowski der Woiwodschaft Westpommern in Polen.

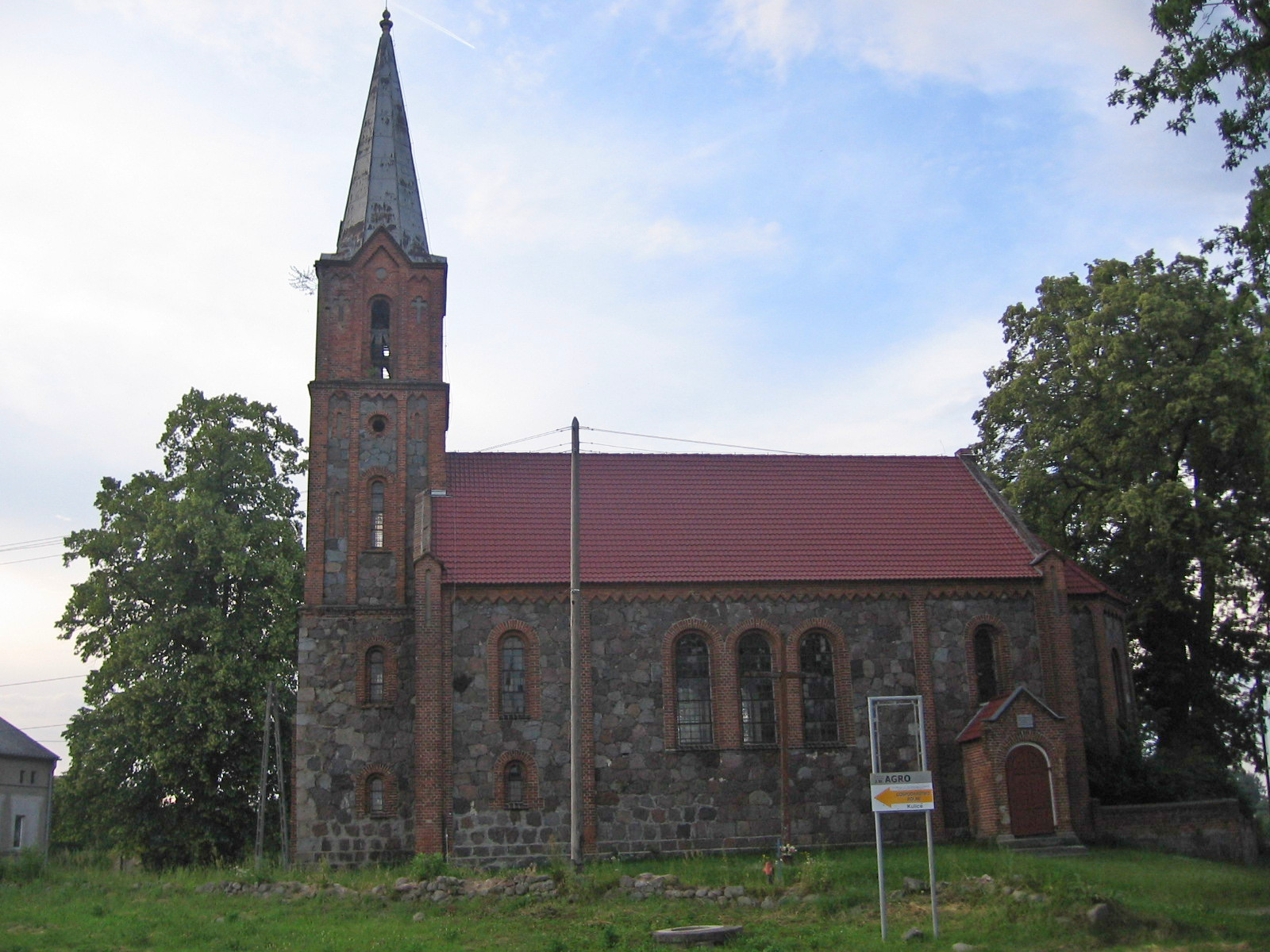
Ortskirche

Kulice liegt in Hinterpommern etwa zwei Kilometer östlich von Nowogard (Naugard) nahe der Woiwodschaftsstraße DW144. Der Ort liegt in der Naugarder Ebene.

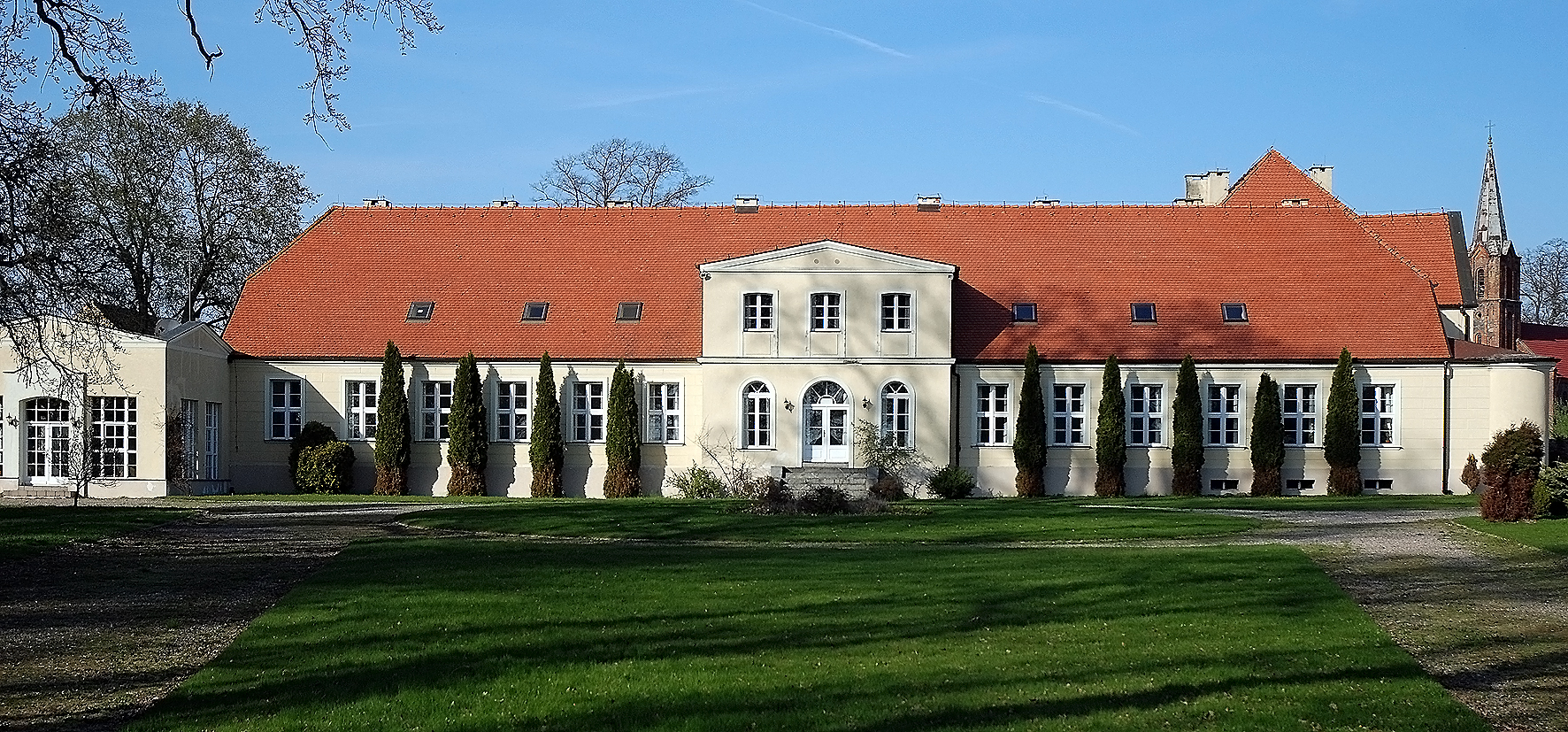
Gutshaus Külz

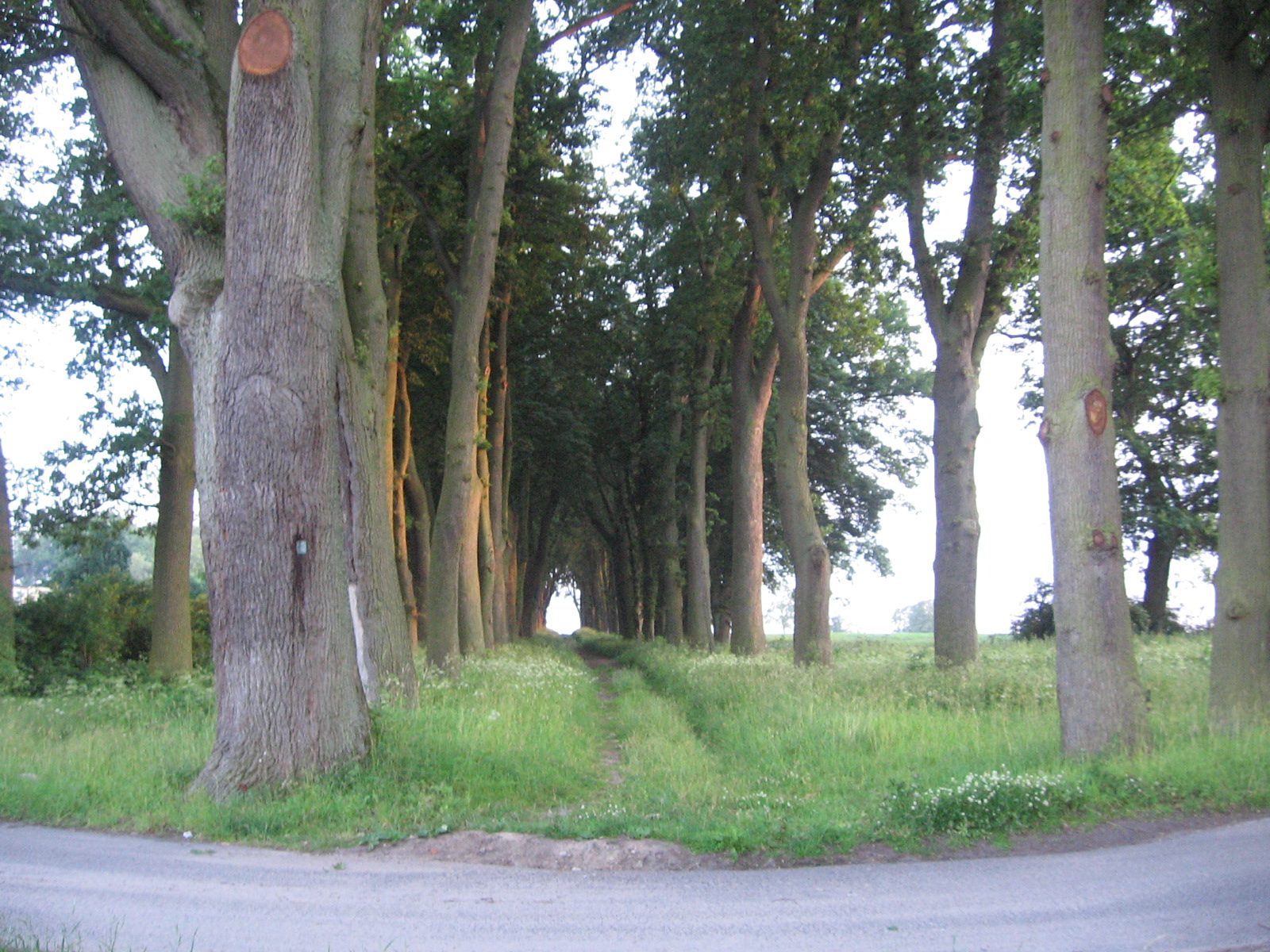
Allee nahe der Ortslage

Im Jahr 1933 lebten im Ort 281 Personen, 1939 waren es 248.

## Persönlichkeiten
- Bernhard von Bismarck (1810–1893), preußischer Kammerherr, starb in Külz.